# Белаш, Людмила и Александр
Людмила Владимировна Белаш (род. 28 марта 1963, Брянская область) и Александр Маркович Белаш (род. 4 января 1961, Рязань) — российские писатели-фантасты. Муж и жена, по образованию врачи. В 90-х годах творили в российском печатном самиздате под псевдонимом Ночной Ветер. Написали более 140 рассказов, 12 повестей, 7 романов.

## Биография
Людмила Владимировна Белаш родилась в 1963 году в Брянской области. Окончила Рязанский медицинский институт, живет и работает в Пензе.
Александр Маркович Белаш родился в 1961 году в Рязани. Окончил Рязанский медицинский институт, живет и работает в Пензе.
В середине 1980-х под общим псевдонимом «Ночной Ветер» супруги Александр и Людмила Белаш начали публиковаться в самиздате.
С 1995 по 2002 год — публиковали рассказы в газетах и журналах Санкт-Петербурга, Краснодара, Пензы, Нижнего Новгорода, Казани, Челябинска.

## Творчество
В 2005 году трилогия «Война кукол» получила премию «Большой Зилант». Вышедший в 2004 году роман «Имена мертвых» награждён премией «За поддержание традиций интеллектуальной фантастики» Басткон-2005 и «Золотой Мимоид» за эксперимент.

## Литературные труды

### Циклы произведений
- Война кукол
  - 2002 — Война кукол ISBN  5-04-008892-2

- - 2002 — Роботы-мстители
  - 2002 — Кибер-вождь
- Капитан Удача
  - 2005 — Капитан Удача ISBN  5-289-02260-0
  - 2006 — Оборотни космоса
  - 2007 — Красные карлики
- Страна чудес
  - 2004 — Альберта Сокровенная
  - 2004 — Перепись 1769 года
  - 2007 — Слуги
  - 2008 — Вражда
- Темные звезды
  - 2013 — Темные звезды
  - 2014 — Ключ власти
  - (ожидается третья книга, название неизвестно)

### Романы
- 2004 — Имена мёртвых

### Повести
- 2003 — Царевна Метель
- 2004 — Альберта Сокровенная
- 2004 — Перепись 1769 года
- 2004 — Эскорт (отрывок из романа «Капитан Удача»)
- 2005 — Долина злосчастья
- 2005 — Чёртово отродье / Соавтор: Александр Дыхлов, сетевая публикация
- 2006 — Ночная смена
- 2006 — Охота на Белого Оленя
- 2007 — Дальше некуда
- 2008 — Вражда
- 2009 — Пылающий июнь
- 2010 — Огонь повсюду

### Рассказы
| - 1995 — Затмение - 1995 — Исповедь - 1995 — Лёгким шагом по Нью-Йорку - 1996 — Атеист - 1996 — Ведьма - 1996 — Воплощение грёз - 1996 — Змея Подколодная - 1996 — Остров Гвидона - 1996 — Свобода творчества - 1996 — ТП - 1996 — Тема - 1996 — Урок развития речи - 1996 — Эффект несказанного слова - 1997 — nternet - 1997 — Аранэус - 1997 — Гаргульи - 1997 — Горошина - 1997 — Диспут - 1997 — Домовой - 1997 — Зимняя бабочка - 1997 — Инструкция по применению Еды - 1997 — Милосердие - 1997 — Ночной Ветер (Кто-то должен был очистить город) - 1997 — Обед по телефону - 1997 — Порча - 1997 — Село Красное - 1997 — Хорошая книга - 1998 — Ангел и щи (Щи) - 1998 — Буран - 1998 — Как добывают колбасу - 1998 — Киллер - 1998 — Кто стучится в дверь ко мне? - 1998 — Милый Ваня! - 1998 — Роскошное жильё - 1998 — Салют - 1998 — Сделай сам - 1998 — Чёрная осень - 1999 — Огненный гость - 1999 — Пасть | - 1999 — После реанимации - 1999 — Сумка, полная беды - 2000 — Некуда бежать - 2001 — Возрождение - 2001 — Кошмар, сетевая публикация - 2001 — Червь, сетевая публикация - 2002 — Библиотека - 2002 — арфаграфическая риформа - 2003 — Бронзовый кувшин - 2003 — Обряд - 2003 — Полет яйца через долину - 2003 — Станция Финистер - 2003 — Чёрная роза - 2003 — Чашка воды для усталого всадника - 2004 — Белая дева - 2004 — Воины сёгуна на полях сражений, сетевая публикация - 2004 — Доцент Чайкин, сетевая публикация - 2004 — Поклонение - 2004 — Пятеро Смелых, сетевая публикация - 2005 — Городские истории - 2005 — Метаморфоза, сетевая публикация - 2005 — Приёмыш - 2006 — Sivka-Burka, сетевая публикация - 2006 — Закон белого человека, сетевая публикация - 2007 — Из России с любовью - 2007 — Портал - 2007 — Слуги - 2009 — Узкая колея, ведущая вдаль (художественное исследование) - 2010 — Родная кровь - Возвращение, сетевая публикация - Головастик, сетевая публикация - Голоса, сетевая публикация - Двойное дно, сетевая публикация - Мои покойнички, сетевая публикация - Наш дом, сетевая публикация - Полёт, сетевая публикация - Телепортация, сетевая публикация - Человек тьмы, сетевая публикация |